# Hanover Township (comtat de Licking)
Hanover és un dels 25 townships del comtat de Licking, Ohio, Estats Units. En el cens del 2020 tenia 3.036 habitants. Hanover Township té una superfície de 65,3 km2 i a una alçada de 297 m. A l'estat d'Ohio hi ha altres townships anomenats Hanover, respectivament als comtats de Butler, Ashland i Columbiana. Situat a l'extrem oriental del comtat limita amb els següents townships:
- Perry Township - nord
- Jackson Township , comtat de Muskingum - cantonada nord-est
- Licking Township , comtat de Muskingum - est
- Hopewell Township, comtat de Muskingum - cantonada sud-est
- Hopewell Township, comtat de Licking - sud
- Franklin Township - cantonada sud-oest
- Madison Township - oest

El village de Hanover és al nord-oest del township de Hanover.
El township està governat per un board of trustees (~junta directiva) de tres membres, que són elegits el novembre dels anys senars per un mandat de quatre anys que s'inicia l'1 de gener següent. Dos són elegits l'any següent a les eleccions presidencials i un és elegit l'any anterior. També hi ha un funcionari fiscal electe del township, que exerceix per un mandat de quatre anys que s'inicia l'1 d'abril de l'any següent a les eleccions, que se celebren al novembre de l'any anterior a les eleccions presidencials. Les vacants en el càrrec de funcionari fiscal o en el consell d'administració les cobreixen els administradors restants.